# Albrecht von Vosck
Albrecht von Vosck (1411 urkundlich genannt) war ein sächsischer Amtshauptmann.

## Leben
Er stammte aus einem Adelsgeschlecht.
Im Jahre 1411 wird er als Hauptmann des sächsischen Amtes Torgau urkundlich erwähnt.